# MAGEA1
MAGEA1 (англ. MAGE family member A1) – білок, який кодується однойменним геном, розташованим у людей на X-хромосомі. Довжина поліпептидного ланцюга білка становить 309 амінокислот, а молекулярна маса — 34 342.
| 10         |  | 20         |  | 30         |  | 40         |  | 50         |
| ---------- |  | ---------- |  | ---------- |  | ---------- |  | ---------- |
| MSLEQRSLHC |  | KPEEALEAQQ |  | EALGLVCVQA |  | ATSSSSPLVL |  | GTLEEVPTAG |
| STDPPQSPQG |  | ASAFPTTINF |  | TRQRQPSEGS |  | SSREEEGPST |  | SCILESLFRA |
| VITKKVADLV |  | GFLLLKYRAR |  | EPVTKAEMLE |  | SVIKNYKHCF |  | PEIFGKASES |
| LQLVFGIDVK |  | EADPTGHSYV |  | LVTCLGLSYD |  | GLLGDNQIMP |  | KTGFLIIVLV |
| MIAMEGGHAP |  | EEEIWEELSV |  | MEVYDGREHS |  | AYGEPRKLLT |  | QDLVQEKYLE |
| YRQVPDSDPA |  | RYEFLWGPRA |  | LAETSYVKVL |  | EYVIKVSARV |  | RFFFPSLREA |
| ALREEEEGV  |  |            |  |            |  |            |  |            |

A: Аланін

C: Цистеїн

D: Аспарагінова кислота

E: Глутамінова кислота

F: Фенілаланін

G: Гліцин

H: Гістидин

I: Ізолейцин

K: Лізин

L: Лейцин

M: Метіонін

N: Аспарагін

P: Пролін

Q: Глутамін

R: Аргінін

S: Серин

T: Треонін

V: Валін

W: Триптофан

Кодований геном білок за функцією належить до фосфопротеїнів. 
Задіяний у таких біологічних процесах, як транскрипція, регуляція транскрипції. 
Локалізований у цитоплазмі, ядрі.